# Misterul Frontenac
Misterul Frontenac (Le Mystère Frontenac) este un roman din 1933 de François Mauriac. A apărut prima dată la Éditions Grasset. 

## Rezumat
În anii 1910, în timpul Belle Époque, în casele lor din Bordeaux și Bourideys, cei trei fii Frontenac, Jean-Louis, Yves și José, și cele două surori ale lor au trăit o adolescență fără griji alături de mama lor Blanche, văduvă și de unchiul lor patern, Xavier Frontenac, care administrează pentru ei proprietățile și rentele lor provenite din vânzarea lemnului pentru doage. Familia este unită de legături misterioase în care tradiția și respectul numelui par să ghideze esența relațiilor lor. Jean-Louis, cel mai în vârstă, este nehotărât în privința vieții salle. Totuși, fiind băiat sensibil, îl încurajează pe cel mai mic, Yves, să-și încerce norocul în cariera literară, trimițându-i la Mercure de France, unde, împotriva tuturor șanselor își publică poeziile. Vocația lui Yves de scriitor, atât de flatată, este acum trasată.
Anii trec. Jean-Louis s-a căsătorit și a preluat afacerea Frontenac. Yves a mers la Paris și duce o viață de tânăr dandy, frecventând cercurile literare și burgheze; reușește să-și facă un loc. José, la un moment dat o fire agitată care-și compromite numele, își face acum serviciul militar în Maroc. În timp ce mama lor Blanche Frontenac moare, Yves, subminat de o dragoste zadarnică, nu poate decât să se învinovățească că nu a putut să-și ia un ultim adio. Unchiul Xavier, bolnav de piept, la rândul său își trăiește ultimele zile. Frații Frontenac se reunesc din nou pentru o ultimă dată, înainte ca războiul să-l ia pe José.

## Ecranizări
- Le Mystère Frontenac de Maurice Frydland, film TV, 1975